# روس ۶۹۳۱۱
سیارک ۶۹۳۱۱ (به انگلیسی: 69311 Russ، نامگذاری:1992QC) شصت و نه هزار و سیصد و یازدهمین سیارک کشف شده‌است که در ۲۱ اوت ۱۹۹۲ کشف شد.